# Malinae
Malinae je podtribus ružovki, dio tribusa Maleae. Najpopoznatiji predstavnik je jabuka (Malus), po kojemu je tribus imenovan.

## Rodovi
Subtribus Malinae Reveal:
1. Pyracantha Roem. (10 spp.)
2. Malacomeles (Decne.) Decne. (5 spp.)
3. Chamaemeles Lindl. (1 sp.)
4. Amelanchier Medik. (21 spp.)
5. Hesperomeles Lindl. (11 spp.)
6. Crataegus L. (231 spp.)
7. Mespilus L. (1 sp.)
8. ×Crataemespilus E. G. Camus (0 sp.)
9. Phippsiomeles B.B.Liu & J.Wen (5 spp.)
10. Osteomeles Lindl. (3 spp.)
11. Dichotomanthes Kurz (1 sp.)
12. Cydonia Tourn. ex Mill (1 sp.)
13. Aronia Medik. (2 spp.)
14. ×Sorbaronia C.K.Schneid. (0 sp.)
15. Torminalis Medik. (1 sp.)
16. Chamaemespilus Medik. (1 sp.)
17. Aria (Pers.) Host (56 spp.)
18. Karpatiosorbus Sennikov & Kurtto (88 spp.)
19. Chloromeles (Decne.) Decne. (3 spp.)
20. Pourthiaea Decne. (27 spp.)
21. Eriolobus (DC.) M. Roem. (1 sp.)
22. Pseudocydonia (C.K.Schneid.) C.K.Schneid. (1 sp.)
23. Chaenomeles Lindl. (4 spp.)
24. Malus Mill. (36 spp.)
25. ×Tormimalus Holub (0 sp.)
26. Weniomeles B.B.Liu (2 spp.)
27. Stranvaesia Lindl. (3 spp.)
28. Rhaphiolepis Lindl. (47 spp.)
29. Photinia Lindl. (27 spp.)
30. Heteromeles M.Roem. (1 sp.)
31. Cotoneaster Medik. (244 spp.)
32. Cormus Spach (1 sp.)
33. Pyrus L. (74 spp.)
34. Sorbus L. (167 spp.)
35. Micromeles Decne. (3 spp.)
36. ×Sorbomeles Sennikov & Kurtto (0 sp.)
37. Hedlundia Sennikov & Kurtto (51 spp.)
38. Majovskya Sennikov & Kurtto (4 spp.)
39. ×Scandosorbus Sennikov (0 sp.)
40. Normeyera Sennikov & Kurtto (9 spp.)